# Янич, Мичо
Ми́чо Я́нич (серб. Мићо Јанић; 28 мая 1979, Бачка-Паланка) — сербский гребец-байдарочник, в разное время выступал за сборные Югославии, Сербии и Черногории, Хорватии. Серебряный призёр чемпионата мира в Сегеде, чемпион Средиземноморских игр, победитель регат республиканского и международного значения.

## Биография
Мичо Янич родился 28 мая 1979 года в городе Бачка-Паланка. Активно заниматься греблей начал в раннем детстве, проходил подготовку под руководством собственного отца Милана Янича, в прошлом известного гребца, тренировался вместе с братом Стьепаном и сестрой Наташей, которые впоследствии тоже стали довольно успешными гребцами.
Первого серьёзного успеха на взрослом международном уровне добился в 1998 году, когда попал в основной состав национальной сборной Югославии и побывал на чемпионате мира в венгерском Сегеде, откуда привёз награду серебряного достоинства — в двойках на дистанции 1000 метров в паре с братом Стьепаном занял второе место, уступив в финале экипажу титулованных итальянцев Антонио Росси и Луки Негри.
Из-за происходивших в Югославии военных конфликтов спортивная карьера Янича приостановилась, и в этот период он не показал сколько-нибудь значимых результатов. После окончательного распада страны вплоть до 2004 года выступал за сборную Сербии и Черногории, а затем принял хорватское гражданство, начал тренироваться в загребском каноэ-клубе «Ярун» и на международных турнирах стал представлять Хорватию. 
В 2005 году Мичо Янич опять же вместе с братом Стьепаном завоевал золотую медаль на Средиземноморских играх в испанской Альмерии, одержав победу в двойках на пятистах метрах. Тем не менее, после этой победы больших достижений не добился и вскоре принял решение завершить карьеру профессионального спортсмена.